# Rekurencyjna metoda NK

## Wstęp i oznaczenia
Algorytm ważonej rekurencyjnej metody najmniejszych kwadratów (WRMNK) został wyprowadzony dla obiektu typu ARX, którego postać przytacza się dla wygody:
{\displaystyle y(i)=z^{-k}{\frac {B(z^{-1})}{A(z^{-1})}}u(i)+{\frac {1}{A(z^{-1})}}e(i).}
Zakłada się, że znany jest ciąg wejść obiektu {\displaystyle u(1),u(2),\dots } oraz ciąg wyjść obiektu {\displaystyle y(1),y(2),\dots ,} natomiast sekwencja białego szumu, modelującego zakłócenie sprowadzone na wyjście obiektu {\displaystyle e(1),e(2),\dots ,} jest nieznana.
Niech {\displaystyle \mathbf {\Theta } } oznacza wektor nieznanych parametrów obiektu:
{\displaystyle \mathbf {\Theta } =\left\lbrack b_{0}\ b_{1}\ldots \ b_{dB}\ a_{1}\quad a_{2}\ldots \ a_{dA}\right\rbrack ^{T}.}
Niech {\displaystyle \mathbf {\hat {\Theta }} (i)} oznacza wektor zawierający oszacowania (estymaty) tych parametrów w chwili {\displaystyle i,} oraz niech {\displaystyle {\boldsymbol {\varphi }}(i-1)} oznacza wektor zawierający próbki wejść i wyjść odpowiadające tym parametrom (zwany wektorem regresyjnym):
{\displaystyle {\begin{aligned}{\boldsymbol {\varphi }}(i-1)={}&\left\lbrack u(i-k)\ u(i-k-1)\ldots \ u(i-k-dB)\right.\\&\left.-y(i-1)\ -y(i-2)\ldots \ -y(i-dA)\right\rbrack ^{T}\end{aligned}}}
Niech ponadto wskaźnik jakości będzie dany jako:
{\displaystyle J_{N}(\mathbf {\hat {\Theta }} )={\frac {1}{N}}\sum _{i=1}^{N}\lambda ^{N-i}\varepsilon ^{2}(i)={\frac {1}{N}}\sum _{i=1}^{N}\lambda ^{N-i}\left(y(i)-\mathbf {\hat {\Theta }} ^{T}(i-1){\boldsymbol {\varphi }}(i-1)\right)^{2},}
gdzie {\displaystyle \lambda \in (0,1\rbrack } zwany jest współczynnikiem ważenia lub zapominania, a {\displaystyle \varepsilon (i)} zwany jest błędem predykcji jednokrokowej.

## Algorytm WRMNK
Algorytmem, który minimalizuje tak zdefiniowany wskaźnik jakości, jest algorytm ważonej rekurencyjnej metody najmniejszych kwadratów, dany wzorem:
{\displaystyle \mathbf {\hat {\Theta }} (i)=\mathbf {\hat {\Theta }} (i-1)+\mathbf {k} (i)\varepsilon (i),}
gdzie {\displaystyle \mathbf {k} (i)} zwany jest wektorem wzmocnienia i liczony jest zgodnie z zależnością:
{\displaystyle \mathbf {k} (i)=\mathbf {P} (i)\cdot {\boldsymbol {\varphi }}(i-1).}
Użyta w powyższym wzorze macierz {\displaystyle \mathbf {P} (i)} zwana jest macierzą kowariancji. Podstawową zależnością pozwalającą na rekurencyjne wyznaczania tej macierzy jest równanie:
{\displaystyle \mathbf {P} ^{-1}(i)=\lambda \mathbf {P} ^{-1}(i-1)+{\boldsymbol {\varphi }}(i-1){\boldsymbol {\varphi }}^{T}(i-1).}
Ponieważ jednak zastosowanie powyższego wzoru wiązałoby się z koniecznością odwracania macierzy, algorytm byłby niezwykle skomplikowany w implementacji i potencjalnie niestabilny numerycznie. Na szczęście udało się wyprowadzić zależność rekurencyjną pozwalającą na aktualizację macierzy kowariancji z pominięciem odwracania macierzy, która jest dana zależnością:
{\displaystyle \mathbf {P} (i)={\frac {1}{\lambda }}\left\lbrack \mathbf {P} (i-1)-{\frac {\mathbf {P} (i-1){\boldsymbol {\varphi }}(i-1){\boldsymbol {\varphi }}^{T}(i-1)\mathbf {P} (i-1)}{\lambda +{\boldsymbol {\varphi }}^{T}(i-1)\mathbf {P} (i-1){\boldsymbol {\varphi }}(i-1)}}\right\rbrack }

## Warunek początkowy
Warunek początkowy dla macierzy kowariancji dany jest wzorem:
{\displaystyle \mathbf {P} (0)=\beta \mathbf {I} ,}
gdzie {\displaystyle \beta } jest pewną, dużą wartością dodatnią (np. 1000).